# Орёл-Авиа
Орёл-Авиа (юридическое наименование: АОЗТ «Орёл-Авиа») — российско-австрийская авиакомпания, существовавшая с 1993 по 1997 год, выполняла как внутренние, так и международные рейсы. Первый в России эксплуатант самолёта Ту-204.
Авиакомпания планировала строительство в орловском аэропорту крупного грузового, а также пассажирского терминала, для которого был заказан проект (по этому проекту затем был возведён новый терминал аэропорта в Ханты-Мансийске).
«Орёл-Авиа» вошла в состав «Внуковских авиалиний»